# バトルスピリッツ ダブルドライブ
『バトルスピリッツ ダブルドライブ』（BattleSpirits Double Drive）は、2016年4月6日から2017年3月29日までテレビ東京系列6局ネットで、毎週水曜17:55 - 18:25（JST）に全51話が放送された、バンダイナムコピクチャーズ（BN Pictures）制作のテレビアニメ作品。

## 概要
トレーディングカードゲーム『バトルスピリッツ』を元にしたテレビアニメシリーズ（以下“ バトスピ ”）の第8弾。ネット局がTXNであるのは前作と同様だが、放送時間は35分繰り上げ・3分拡大となっていた。
本作品では、歴代作品で定番的であった「異世界を舞台とした冒険ファンタジー」路線が復活。現実世界（と近似した世界）の少年・駿太と異世界の少年・ヨクとのコンビを主軸とし、敵と「バトスピ」を用いたカードバトルが繰り広げられる。また前作『烈火魂』では廃止されたバトルフォームも復活した一方、バトル中のステップ宣言やプレイシートが排されている（リザーブやトラッシュもバトル中には未登場）のも特徴である。
キャラクターデザイナー原案には、前作同様『週刊少年ジャンプ』で連載作品を描いた経験がある漫画家・岩本直輝を起用。監督・脚本家をはじめとするスタッフの多くは前作『バトルスピリッツ 烈火魂』に携わった人物が続投している。主要キャスト陣は歴代バトスピ出演経験者が演じるキャラクターを変えて多数出演。特に諏訪部順一は『少年激覇ダン』から続くシリーズ連続出演記録を本作品でも更新した。
アイキャッチはCM後のみだが、最終話のみ映像が最終決戦仕様となっていた。
DVD=BOXは『バトルスピリッツ ソードアイズ』以降のアニメシリーズ同様、一定数の受注数を達成することで発売決定する完全受注限定生産である。本作品でも前作と同様に途中で受注受付期間を延長するなど厳しい状況であったが、2017年5月末に目標受注数を達成し、同年10月頃に発送が行われた。
本作品の完結をもって、テレビ東京を制作局としたテレビアニメシリーズも終了。この後発信媒体を地上波テレビからネット配信に移す形で、アニメ次回作『バトルスピリッツ サーガブレイヴ』が発表されるまで、アニメシリーズも再度2年余りの休止期間に入ることとなる。
2022年11月4日から2023年10月20日まで、YouTube「BN Pictures チャンネル」にて毎週1話ずつの全話無料配信を実施。

## あらすじ
ここはソウルコアで出来た異世界スピリッツワールド。全てのバトルスピリッツの始まりの世界。かつてソウルコアの力を自分のものにしようとする邪神皇なる悪しき者によってこの世界は崩壊の危機に晒されるも、当時の勇者たちが十二神皇スピリットの力をもってその邪神皇を封印した。
力を使い切った十二神皇スピリットたちはどこかで眠りにつき、平和な時代は長く続いてきた。しかし、巫女の少女・エトは、とある目的のために邪神皇の復活をもくろむタツミたち率いる勢力「暗黒バトラー」の存在を知る。邪神皇の復活を防ぎ平和を守るためには、かつてのように「勇者たち」を集めなければならない。
エトは祈りによって十二神皇スピリットの力を借りて十二神皇スピリットに選ばれた別世界の少年・茂上駿太やヨク・アルバトロサをスピリッツワールドに導き、彼らと共に十二神皇を集め、邪神皇復活阻止のために冒険に出た。
駿太たちは、暗黒バトラーたちと十二神皇スピリットの争奪をかけて戦いを繰り広げる。戦況がうごめく中、暗黒バトラーたちは巫女シシの導きの元、駿太のライバルであった大牙 和巳を召喚、バトルはより苛烈になっていく。
和巳は惨敗を繰り返して力を求め、何かを企むシシの誘いに乗ってソウルコアを破壊するスピリッツワールド禁断の力アルティメットを手に入れる。シシの陰謀は水面下で進行し、和巳やタツミたちの活躍で十二神皇は暗黒バトラーのもとに集結。タツミは十二神皇の力で邪神皇を支配し、スピリッツワールドに繁栄をもたらすことを願っていたが、それらは全てシシの戯言であり、支配は失敗し邪神皇は復活。
シシの正体は邪神皇の分身であり、和巳を傀儡にして世界の支配を目論む。駿太とヨクは和巳に勝負を挑み、勝利。邪神皇は再び封印され、世界に平和が戻るのだった。

## 登場人物

### 勇者と仲間たち
茂上 駿太（もがみ しゅんた）
声 - 小市眞琴
本作品の主人公。現実世界では明るく元気な普通の小学6年生の少年。バトルスピリッツに関しては全国チャンピオンシップで優勝経験もある実力の持ち主。「午の十二神皇エグゼシード」に異世界「スピリッツワールド」を救うための勇者に選ばれ、スピリッツワールドで冒険していくこととなる。口癖は「ビビッと〜」で、バトル勝利時のキメ台詞は「ビビッと、ビクトリー！」。
終盤の第45話にてキキとイヌイ将軍から、暗黒バトラーたちの願いと真実を知り、彼らと和解。和巳を助けるために邪神皇を相手に戦い抜いた。
戦いが終わった後は元の世界の、旅立つ前の時間に帰還。数ヶ月後、自分のいる小学校に転校してきたヨクと再会した。
系統「皇獣」を主にした赤デッキの使い手。チャンピオンシップ優勝により入手した「午の十二神皇エグゼシード」（後に「超・十二神皇エグゼシードF」に進化）をキースピリットとする。冒険の中で手にしたXレア「炎魔神」（後に「超・炎魔神」に進化）、「庚天獣レディアント・ペガス」、もう一つの赤の十二神皇「寅の十二神皇リボル・ティーガ」も扱う。
ヨク・アルバトロサ
声 - 田村睦心
本作品の準主人公。スピリッツワールドとも現実世界とも違う世界から選ばれてやってきた少年で「酉の十二神皇ゲイル・フェニックス」に選ばれた勇者。熱血直球タイプの駿太とは対照的に静かに情熱を燃やすタイプ。バトル勝利時のキメ台詞は「ズバッとビシッと大勝利！」。スピリッツワールドの崩壊が自身の世界バルガルドにも悪影響を及ぼすと聞き、戦うことを決意する。
バルガルドは、国同士の交渉・争いも全てバトスピで決められる世界であり、自身もアルバトロサ家の一員として厳格に育てられ、時には彼を追い落とそうとする周囲の人間から罠にはめられそうになったことを何度も経験しながら「勝つことが全てのバトスピ」の腕前を鍛えてきた。そのため家名と自分に強い自信を持ちプライドが高い所があり、バトスピに対する姿勢は自他ともに厳しく、駿太の「楽しくやるバトスピ」を遊びと断じている。一方で厳しいだけではなく、他人に対して厳しさの中に優しさを見せることもある。終盤、そんな自分の態度を改め、様々なバトスピがある世界を認めた。
駿太とは別々の世界から来たため、時折文化の違いによる習慣や価値観の相違を見せることがある。バルガルドではカニが絶滅危惧種に指定され、まるでパンダのように人々から愛されており、ヨクもカニそっくりなゴウラ将軍の姿を見ただけで戦意喪失してしまう一面もある。
スピリッツワールドに平和が戻った後はザルクと共にバルガルドへ帰還したが、数ヶ月後駿太の現実世界に赴き、小学校に駿太のクラスメイトとして転入した。
系統「爪鳥」を主にした緑デッキの使い手。「酉の十二神皇ゲイル・フェニックス」（後に「超・十二神皇ゲイル・フェニックスZ」に進化）をキースピリットとする。ソウルスポット入手した異魔神ブレイヴ「風魔神」（後に「超・風魔神」に進化）や神官から貰った「丁騎士ウェッジテイル」もサブエースとする。さらにもう一つの緑の十二神皇「卯の十二神皇ミストラル・ビット」も扱う。
エト・エトシンモリ8世
声 - 秦佐和子
十二神皇に仕える司祭の一族の末裔の巫女の少女。 十二神皇に選ばれたカードバトラーやソウルスポットを探知するといった特殊な能力を持ち、それゆえ邪神皇の復活を邪魔する可能性を持つため暗黒バトラーたちから狙われている。
邪神皇の復活をもくろむ勢力の存在を知り、それを阻止するために十二神皇スピリットの行方を探り、十二神皇スピリットに選ばれた勇者たちをスピリッツワールドに招く。スピリッツワールドとそれに携わる異世界を救うという目的や世間知らずなこともあり、異世界から強制的に呼ばれた駿太たちに対して強引な所も見られた。しかし彼女もタツミたち暗黒バトラーがなぜ邪神皇復活を目標とするのかは知らなかった。
ソウルコアの力が流出し、スピリッツワールドの疲弊していく状況は知っていたが、やがて異世界からソウルコアの力が帰ってきて再び反映できると信じ静観を続けていた。その考えが人々に浸透していなかったことなどから暗黒バトラーの暴走に繋がってしまった。
戦いが終わった後は、タツミたちと和解し、彼と共にスピリッツワールドの復興に尽くしていく。
キノト
声 - 大森日雅
エトの侍女。シニヨンが特徴。陸を走る船の操舵も務める。子供っぽい駿太や、駿太とよくいがみ合う上に協調性に欠けるヨクに対しては呆れ気味。体格に似合わず力持ちで買い出しなどの際には荷物持ちも務める。
メイ・メリーハッダ
声 - 小岩井ことり
スピリッツワールドのとある村の少年。一人称は「おいら」。駿太とヨクを「兄ちゃん」付けで呼ぶ。白デッキの使い手。純真で心優しい性格。後に第24話でキキの口から白き勇者の一族の末裔であることが判明した。
村がタツミ率いる暗黒バトラーに襲われ、村長からの言いつけで村の守り神であり父から受け継いだ「未の十二神皇グロリアス・シープ」をもって逃亡するもタツミとのバトルで敗北し奪われてしまう。カードを取り返すため、強くなるために駿太たちと共に旅に出ることを決意。駿太によって「未の十二神皇グロリアス・シープ」が取り返された後はカードを使いこなして少しずつ強くなろうとする。
モフモフ
声 - 和多田美咲
エトのペットの砂ウサギ。名前の通りモフモフとしており、エトの頭に乗ったりしている。
サンドラット
声 - 諏訪部順一
顔の数倍はある巨大なアフロヘアの男。「ケチな何でも屋」を自称する小悪党。お金になるからと十二神皇のカードを奪おうと画策しているがどこかおっちょこちょい。アフロヘアの内部にはいろいろなものを収納している。十二神皇を密かに狙っているもの、成り行きから駿太たちと同行するようになる。メイには慕われているが駿太やヨクやキノトからはあまり信用されていないと言うか呆れられている。
基本的には小悪党だが、メイのためにならば漢気を見せることもある。
「子の十二神皇マウチュー」を手に入れた際には黄色デッキを使用。また、紫デッキを扱うこともできる。
シャウシャウ
声 - 真堂圭
サンドラットの相棒。黒い毛玉のような生物で時折歯や目が毛玉の間からのぞく。

### 主要人物の関係者

#### 駿太の家族
茂上 年男（もがみ としお） / バトルスキー先生
声 - 杉田智和
駿太の父親。バトスピバトルのコーチ役。35歳。
番組最後のコーナー「バトスピ講座」では、バトルスキー先生と名乗り、健斗にバトスピのいろはをレクチャーする。
茂上 ひのえ（もがみ ひのえ）
声 - うえだ星子
駿太の母親。オフショルダーの服が特徴。おっとりとした性格で、娘とは違い家族の男たちがバトスピに熱中していることは「親子で夢中になれることがあるなんて素敵」と容認しているが、できれば勉強も頑張ってほしいとは思っている。
茂上 健斗（もがみ けんと）
声 - 和多田美咲
駿太の幼い弟。兄と同じくらいバトスピが大好き。バトスピ講座の生徒役。
茂上 卯咲（もがみ うさぎ）
声 - 真堂圭
母と同じくオフショルダーの服を着ており、駿太と健斗の姉。性格は頑固。家族の男共がバトスピに熱中していることを阿保らしく思っている。バトスピ講座で登場することもある。

#### ヨクの家族
ザルク・アルバトロサ
声 - 村田太志
ヨクの兄。12歳にして一族最強と謳われた父親を破ったほどの実力を持っており、ヨクの目標にして憧れの人物。
第44話ではエトの祈りが通じたことにより次元を超えてスピリッツワールドに現れ、シシの異空間に閉じ込められた駿太とヨクを救った。

#### メイの村
村長
声 - 西村知道
「未の十二神皇グロリアス・シープ」を祀っていた村の村長。エトシンモリ家のことも知っており、彼女に移動用の船をあげた。
メイのお母さん
声 - 牧口真幸
駿太たちと共に旅に出るか迷うメイを後押しした。
メイの父
声 - 福田賢二
白き勇者の末裔。グロリアス・シープをメイに託す。

### 暗黒バトラー
タツミ
声 - 福山潤
邪神皇復活を目論む暗黒バトラーのリーダー。禍々しいデザインの甲冑をまとう。かつて邪神皇を封印をした勇者の長の末裔でもある。その瞳の冷酷さは「龍」に例えられるが、心の内には疲弊していく世界の変革・勇者の一族復興を求める激情を秘めている。自分に目標を与えてくれたシシに対して全幅の信頼を寄せる。
邪神皇封印後、長い緩慢な平和の時代を経て、役目を終えた勇者の末裔は姿を消していき、十二神皇の力の影響が弱まったことでソウルコアの力が異世界に流れ出し世界が疲弊していくのを十二神皇に仕えるエトシンモリ家が静観していることに我慢ができなかった彼は、勇者の末裔として「辰の十二神皇ウロヴォリアス」を入手し一族復興を目指して世界中を旅した。しかし十二神皇を見つけることはできず、邪神皇封印の地であるクリスタルタワーの前で全てを諦めかけた彼の前に現れたシシに「辰の十二神皇ウロヴォリアス」を授けられ、彼女から「邪神皇復活に伴い各地に散った十二神皇は再集結すること、十二神皇をタツミの力で束ねれば邪神皇を支配できる」と教えられ、一族の復興と繁栄を目標として暗黒バトラーを束ね行動してきた。
第32話ではこれまで自らが盲目的に信頼して来たシシに、ソウルコアを破壊する力を持つアルティメットを和巳に与えたことに対して多少の懐疑心を抱いている。
第43話では、すべての十二神皇を手に入れ邪神皇を支配しようとするが失敗。ここでシシに騙されていたことと彼女の正体を知って驚愕する。第48話で、邪神皇を復活させた責任を取るべく十二神皇の元へ向かいシシと対決。シシの操る4体の十二神皇の前に追い詰められるが、キキやイヌイ将軍の加勢で逆転し勝利し、4体の十二神皇を取り戻した。
最終決戦では、エトに自分の過ちを謝罪するとともに、十二神皇を進化させた駿太たちを真の勇者だと認めて彼らに全てを託す。戦いが終わった後は、キキやイヌイ将軍たちと共に、エトに協力してスピリッツワールドの復興を目指すこととなる。
紫デッキの使い手であり、「辰の十二神皇ウロヴォリアス」、「巳の十二神皇ティアマドー」、「黒壬龍オブシディアン・ドラゴン」と異魔神ブレイヴの「龍魔神」を操る。
シシ
声 - 真堂圭
タツミの側近を務める褐色の女性。黒いフードとへそ出しルックが特徴的。エトのように特殊な能力を持ち、占いなどから予言を行うこともある。その素性は不明だが、本人いわく「天の予言に従いタツミに仕える者」。
かつて邪神皇封印の地クリスタルタワーの前で絶望していたタツミの前に現れ、彼に「辰の十二神皇ウロヴォリアス」を授け、タツミに邪神皇復活が近づけば各地に散らばった十二神皇は再び集結すること、十二神皇の力を持って邪神皇を支配できると伝えた。
その一方で、異世界から召喚した和巳に、ソウルスポットのありかをこっそり教え、駿太への憎しみを募らせ、さらなる力を欲する彼にアルティメットと対峙させるなど暗躍しているため、他の暗黒バトラーたちはいぶかしげに見られている。
第43話でタツミを騙していたことと、封印されていた邪神皇の一部であったことが判明。和巳を傀儡として、タツミを嘲笑いつつバトスピで繋がる全ての世界の支配を目論む。第49話では再び邪神皇と一体化したが、和巳に彼の命を蝕んでいることを明かしてまったため、彼に反旗を翻されたことで敗北。邪神皇と共に再び封印された。
イヌイ将軍
声 - 杉田智和
イノシシ顔の仮面をつけたバトラー。若干片言でしゃべることが特徴。敵を侮ったり、シシや仲間に対して内心毒づくこともあるが、基本的に任務には真面目な実直な性格。タツミに忠誠を誓っており、彼のためなら自分の身を投げ出すことも厭わず、タツミもまた彼のことを「あいつは俺にとって最強の盾」と信頼している。部下思いでもあるようで、部下からの信頼も厚い様子。
スピリッツワールドに来た駿太と初めて対戦するも敗北。その後、第6話にてケンゴーが駿太に挑む際は、ケンゴーが勝てば自分の面子が潰れ、かと言っても駿太の応援は敵への味方を意味すると悩んでいた。ケンゴーが駿太に負けたのを見ても喜んだりはせず、タツミへの自分への信頼を取り戻すために行動することを決意。
そして、第12話でガイオーの壁の試練にタツミへの忠誠心と執念で打ち勝ち亥の十二神皇カラミティ・ボアを入手。更にヨクを倒して彼の「酉の十二神皇ゲイル・フェニックス」を得た。
第35話ではメイに敗北し、その際に自分の治療をしてくれた駿太たち一行に対し、彼らは「スピリッツワールドの疲弊をただ眺めている悪」なのかと疑問に持つ。シシの正体が明らかになった後の第45話では、「真の敵はシシだった」と、キキと共に駿太たち一行を訪ね、シシの正体を話して懺悔と共に協力を求め、彼らの仲間となった。最終決戦では、その覚悟をキキやタツミに「青の勇者」だと認められた。
キースピリットに「黒皇機獣ダークネス・グリフォン」を据えた白デッキの使い手だったが、青の十二神皇「亥の十二神皇カラミティ・ボア」を手に入れてから、このカードをキースピリットとし、デッキ破壊を中心とした青デッキを使用するようになった（白マジックもサポート用として投入している）。
キキ・ベーレシア
声 - 佐倉綾音
黄色の十二神皇にえらばれし勇者の末裔の少女。一人称は「俺」で甲冑をまとったボーイッシュな容姿が特徴。黄色デッキの使い手で異魔神ブレイヴの「天魔神」、およびキモン一族の地で手に入れた「申の十二神皇ハヌマーリン」を操る。
幼少の頃より女性としてではなく、勇者の末裔として、カードバトラーとして育てられてきた。本人は女性として育てられなかったこと自体は気にしていないようだが、「勇者の使命を果たすように」として育てられながらも、勇者は平和な時代ですでに必要とされない存在であり、明確な目的も見つからずそのことに理不尽さ・怒りを感じていた。そんな中でタツミと出会い、彼に「勇者の一族の復興」という目標を与えられたことに感謝している。
変身シーンはスタッフの手により気合の入ったものとなっている。
ヨロイ
声 - 喜山茂雄
緑色の鎧を纏ったキキの相棒。系統：殻人・怪虫などのスピリット中心の緑デッキの使い手だが、シシに洗脳されてからは、「戌の十二神皇グリードッグ」をキースピリットとした青と緑の混色デッキを使用している。
イヌイ将軍が奪ったゲイル・フェニックスを受け取る。後の第19話でヨクに敗北し、ゲイル・フェニックスを奪い返され谷に落ちて生死不明となった。
その後第41話でシシに救われるが、同時に洗脳される。「戌の十二神皇グリードッグ」を探し出し、その使い手となる。第43話ではシシの部下となり、和巳やイオと共にシシによって邪神皇の下に招かれた。
第46話ではグリードッグとカラミティ・ボアを手にして駿太とバトルし、「超・炎魔神」を破壊するなどして善戦するも、「午の十二神皇エグゼシード」が進化した「超・十二神皇エグゼシードF」の前に敗北し、シシの洗脳も解けた。
ケンゴー
声 - 遊佐浩二
長髪を丁髷風にまとめた容姿の整った男。白デッキの使い手。タツミからの信頼も厚いようで彼がメイから奪った「未の十二神皇グロリアス・シープ」を預けられた。第6話では、十二神皇を奪うため駿太に挑むも敗北し「未の十二神皇グロリアス・シープ」を奪い返された。第17話ではシシに召喚された和巳とバトルしあと一歩のところまで追い詰めるが、奮起した和巳の前に逆転敗北した。
デザインについて、制作側から「暗黒バトラーにもカッコいいキャラが欲しい」という要請があったとのこと。その容姿に対し、出番は他のゲスト暗黒バトラー並みに少ない。
赤騎士カブトー
声 - 稲田徹
太鼓をつけた兜を被るバトラー。怪力の持ち主で「…であ〜る」と大仰な口調が特徴。赤デッキの使い手でキースピリットは「天剣の覇王ジーク・スサノ・フリード」。
ワビー、サビー
声 - 川津泰彦（ワビー）、北沢力（サビー）
まんまる体系の暗黒双子バトラー。12宮Xレアを使う。
ズッチー
声 - 志賀克也
出っ歯の暗黒バトラー。下っ端のため卑怯な手を用いてでも十二神皇を奪おうとする。大幹部に憧れている。
アザス
声 - うえだゆうじ
暗黒バトラー。アラブ風の格好をした優男。「面倒なのは嫌いなんだ」が口癖。自称「怪盗バトラー」の変装の達人であり、中年の行商人に装うこともできる。
青デッキの使い手でキースピリットは「異海神ディスト・ルクシオン」。面倒くさがりながらも「負けるのはもっと嫌い」と語り、その言葉に違わず青マジックを巧みに使いこなす実力者。
ノブシー
声 - 竹田雅則
中東風の格好をした暗黒バトラー。とある村の道を塞ぎ、「自分に勝たなければここを通さない」と言いつつ次々と村のバトラーを打ち負かして99枚ものカードを奪う横暴を働いていた。赤のバースト中心のデッキの使い手でキースピリットは「超覇王ロード・ドラゴン・セイバー」。
大牙 和巳（たいが かずや）
声 - 小平有希
現実世界のバトスピチャンピオンシップで駿太とバトルし準優勝となった少年。 駿太に敗北したことを快く思っておらず、彼にリベンジすることを諦めていない。ただただ勝利を求める執念深い性格。これは、過去に父親が蒸発して家庭が滅茶苦茶になったことで「強くなって有名になれば父が帰って来る」「強くいれば、周囲の人たちは自分を慕ってくれる」と考えたため。
あらゆる色を使いこなせると自称し、キーカードに応じてデッキを使い分ける。
シシの手によりスピリッツワールドに召喚され、その力を認められて「午の十二神皇エグゼシード」を手に入れるも、駿太、ヨクに連敗。焦燥から、自分の力を誇示しようとタツミに挑むも惨敗。勝利を欲した彼は、シシの誘いに乗ってアルティメットと対峙。アルティメットの要求に従い、自らの魂であるソウルコアを迷いなく砕いたことにより彼らに認められその力を手にする。
第43話ではアルティメット使いであることにより邪神皇の使い手に選ばれた。自らは邪神皇を支配しているとシシに吹き込まれ、世界を滅ぼして自分が幸せになれる新世界を築くことを目論む。駿太やヨクを排除すべくバトルを挑み、「邪神皇デスピアズ・ゾーク」を召喚して追い詰めようとする。しかし自分が邪神皇の傀儡であり自分の命が削られて死が近いことを、彼をあざ笑うシシに教えられる。恐怖に駆られた彼は正気を取り戻し、駿太とヨクの説得で「父がきっかけをくれたバトスピのおかげで自分は孤独じゃなかった」とようやく気づき、シシの支配にあらがい自ら望んで駿太たちに敗北する。
駿太のおかげで一命はとりとめ、元の世界に帰還した。その後は駿太とバトスピをして友情を育んでいる。
初期設定では名前に「犬」が入っていた。髪型はその名残。
ゴウラ将軍
声 - 茶風林
カニのコスプレをした暗黒バトラー。陸のイヌイと並び称される海の将軍。語尾は「-かに」。専用の船を所有し、カニ鎧姿の部下を従える。海辺の漁港で十二神皇を奪おうとしていた。
イオ
声 - 高橋研二
異世界バスチャーナからやってきた青年で、「丑の十二神皇アバランシュ・バイソン」に選ばれた勇者。伝説に従って、タツミを「龍の子」と称し、彼の盾となることを約束するが、自らを信用できないというキキと対戦。一時は「申の十二神皇ハヌマーリン」の猛攻に追い詰められるが、アバランシュ・バイソンの効果で逆転勝利。バトル後ハヌマーリンを手にするも、キキの勇者としての魂を受け取ることはできないと言ってすぐに返却した。
しかし彼はシシが流した伝説に従って動いているだけであり、彼は伝説に従って邪神皇の創る世界を見ることを望んでいた。そのため、シシの部下となり、和巳やヨロイと共に邪神皇の下に招かれた。
第47話ではアバランシュ・バイソンとグロリアス・シープを手にしてヨクとバトルし、鉄壁の防御を敷いてヨクを追い詰めるが、「酉の十二神皇ゲイル・フェニックス」が進化した「超・十二神皇ゲイル・フェニックスZ」の前に逆転敗北。敗北後、駿太たちの行く手を阻むべく落盤を起こしたが、その後の行方は不明。

### その他
カシラー
声 - 天田益男
偽物カードを売りつけていたバトスピ市場の頭領。キーカードは「光の覇王ルナアーク・カグヤ」。
トワ
声 - 朝井彩加
ノブシーに苦しめられていた村の少年。　
セキコ仙人
声 - チョー
赤轟山の山頂にいる、赤き寅の勇者の伝説にある元寅の十二神皇の勇者の末裔。既に亡くなっているが、駿太に恐怖と立ち向かうことを教え、寅の十二神皇を託す。
ビヒ
声 - 後藤哲夫
キモン一族の長老。 キキを迎え入れる。
三賢者（青猿、白猿、赤猿）
声 - 松田健一郎（青猿）、近藤浩徳（白猿）、阪口大助（赤猿）
キキから闇の匂いがするとバトルを仕掛けた賢者たち。
ロン・ガイ
声 - 高橋広樹
自称さすらいのバトラーで正義の戦士。単身タツミの居城に乗り込んできたが返り討ちに遭う。
卯咲ウサギ
声 - 真堂圭
「卯の十二神皇ミストラル・ビット」を手に入れたヨクに試練を与える役割で、夢の中で不思議の国のアリスのような兎の十二神皇の試練を与えた卯咲そっくりな少女。同登場話の第28話ではバトスピ講座を乗っ取っりバトルウサギーを名乗る。
司る者
声 - 大塚芳忠
モフモフとエトに憑依し駿太とヨクに異魔神の試練を与える。

## 用語
スピリッツワールド
本作品の主な舞台。すべてのバトルスピリッツが生まれた「始まりの場所」であり、ソウルコアで出来た世界であり、ソウルコアのエネルギーが絶え間なく世界をめぐっている。異世界のバトルスピリッツは全てこの世界から伝わったものとされる。この世界では決闘ルールのもと全てが決まる。スピリッツワールドの崩壊は、バトスピでつながる異世界にも悪影響を及ぼす。
邪神皇封印後長い平和を経て、各地・異世界で眠りについた十二神皇の力の影響が弱まりソウルコアの力が異世界に流出してしまったことで世界は疲弊していっている。
海や町こそあるものの、ほとんど荒野が広がっている乾燥した世界であり、人々は地面の上を走る「船」を移動手段に用いる。
ソウルスポット
世界を絶え間なくめぐるソウルコアのエネルギーが何らかの原因でたまった場所。たまったエネルギーに引き寄せられて様々な世界からカードが集まっており、強力なエネルギーがたまった場所ほど強力なカードが集まる。「聖域」と呼ばれ、仕掛けられたトラップなどにより大半は命を落とすこととなるため近寄る者はほとんどいない。
クリスタルタワー
名前の通り巨大な結晶の塔のような場所。かつて邪神皇デスピアズが封印された。
バルガルド
国に関わる祭事もバトルスピリッツで決められる世界。ヨク・アルバトロサの出身。この世界でのバトルスピリッツでもスピリットたちは実体化して戦うが、ライフダメージに実際の痛みは伴わない。カニが絶滅危惧種に指定されており、「カニちゃん」としてアイドル的存在になっている。
決闘ルール
スピリッツワールドで行われるバトルスピリッツ。プレイシートは使用せず、スピリットカードをフィールドに投げることで、スピリットたちが実体化し戦いあう。
バトルアーマー
バトル前にソウルコアをかざすことで装着されるアーマーで空中を浮遊できる。胸部分のアーマーにはライフゲージが五つ存在。左腕にデッキを収納し、ドローの時は左腕から右手に向けて射出される。本来バトルアーマーはカードを奪い合う他に政（まつりごと）に使われ、通常の遊具としてはカードのみで行われる。
十二神皇（じゅうにしんおう）Xレア
本作品において最高の力を持つ12柱のスピリット。モチーフは十二支から採られている。
- 子の十二神皇マウチュー（黄のスピリット）

所有者 - （ヨク）→ サンドラット →（キキ）→ タツミ → シシ →（タツミ）→ キキ
- 丑の十二神皇アバランシュ・バイソン（白のスピリット）

所有者 - イオ →（駿太）→（メイ）→（駿太）→ タツミ → イオ →（ヨク）→ メイ
- 寅の十二神皇リボル・ティーガ（赤のスピリット）

所有者 - （セキコ仙人）→ 駿太 →（和巳）→ タツミ → 駿太
- 卯の十二神皇ミストラル・ビット（緑のスピリット）

所有者 - ヨク → タツミ → ヨク
- 辰の十二神皇ウロヴォリアス（紫のスピリット）

所有者 - （シシ）→ タツミ →（ヨク）→ サンドラット →（ヨロイ）→ タツミ → シシ → タツミ
- 巳の十二神皇ティアマドー（紫のスピリット）

所有者 - タツミ → シシ → タツミ
- 午の十二神皇エグゼシード（赤のスピリット）

所有者 - （大会MC）→ 駿太 →（タツミ）→ 和巳 → 駿太 →（和巳）→ タツミ → 駿太
- 未の十二神皇グロリアス・シープ（白のスピリット）

所有者 - メイ →（タツミ）→ ケンゴー →（駿太）→ メイ → キキ →（駿太）→ メイ → タツミ → イオ →（ヨク）→ メイ
- 申の十二神皇ハヌマーリン（黄のスピリット）

所有者 - （三賢者）→ キキ → タツミ → シシ →（タツミ）→ キキ
- 酉の十二神皇ゲイル・フェニックス（緑のスピリット）

所有者 - ヨク →（イヌイ将軍）→ ヨロイ → ヨク → タツミ → ヨク
- 戌の十二神皇グリードッグ（青のスピリット）

所有者 - ヨロイ → タツミ → ヨロイ →（駿太）→ イヌイ将軍　
- 亥の十二神皇カラミティ・ボア（青のスピリット）

所有者 - イヌイ将軍 →（メイ）→ タツミ → ヨロイ →（駿太）→ イヌイ将軍
超・十二神皇
- 超・十二神皇エグゼシードF（フォーミュラー）（赤のスピリット）

午の十二神皇エグゼシードが進化。専用効果「超封印」と「走破」の強化版「炎走破」の効果を持つ。
- 超・十二神皇ゲイル・フェニックスZ（ゼファー）（緑のスピリット）

酉の十二神皇ゲイル・フェニックスが進化。専用効果「雷神速」と「飛翔」の強化版「雷飛翔」の効果を持つ。
異魔神ブレイヴ（いまじん-）
従来のブレイヴとは異なり、スピリット2体との同時合体が可能という最大の特徴を持ったブレイヴ。
左右それぞれの合体に条件と強力な効果を持つ反面、スピリット状態としてフィールドに存在が可能であるも、アタックもブロックも不可能という一面を併せ持つ。
本作品では、合体の際、手から光線を放ちスピリットに力を与えている。
- 炎魔神（第33話で超・炎魔神に進化）
- 天魔神
- 龍魔神
- 海魔神
- 風魔神（第33話で超・風魔神に進化）
- 翼魔神
- 光魔神

アルティメット
駿太の現実世界やヨクのバルガルドの世界では通常に使用されているカードだが、スピリッツワールドではスピリットを超えた究極の存在で、禁忌のカードとして恐れられている。第43話で、邪神皇の正体もアルティメットであることが判明。ソウルドライブはソウルコアを破壊することで発揮される。四魔卿アルティメットの中で、本作品中に登場したのは獄炎の四魔卿ブラム・ザンドと獄風の四魔卿ヴァンディールのみである。
- 獄炎の四魔卿ブラム・ザンド
- 獄風の四魔卿ヴァンディール
- 獄土の四魔卿マグナマイザー
- 獄海の四魔卿イル・イマージョ
- 邪神皇デスピアズ

- 邪神皇デスピアズ・ゾーク

ダブルドライブ
特殊な異魔神ブレイヴのみが行うことのできる能力で左右に十二神皇がブレイヴしている間は強力な効果を発揮できる。
- 超・炎魔神
- 超・風魔神
- 光魔神

## スタッフ
- 原作 - 矢立肇
- 監督 - 杉島邦久
- シリーズ構成 - 長谷川勝己
- キャラクターデザイン原案 - 岩本直輝
- アニメーションキャラクターデザイン - 湯本佳典
- スピリットデザイン - 石森連、今石進、黒銀、津島直人、寺島慎也、ヒラタリョウ、丸山浩、森木靖泰、やまだたかひろ、石垣純哉
- 美術監督・美術デザイン - 中村典史
- 色彩設計 - 柴田亜紀子
- 撮影監督 - 貞松寿幸
- CGディレクター - 伊藤樹、赤塚慎一
- CGプロデューサー - 井上喜一郎、岩切泰助
- 編集 - 渡辺直樹
- 音響監督 - 藤野貞義
- 音楽 - 信澤宣明
- 音楽プロデューサー - 山田智子、吉江輝成
- 音楽制作 - サンライズ音楽出版
- エグゼクティブプロデューサー - 押田裕一→廣部琢之、桃井信彦、麻生一宏、尾崎雅之
- プロデューサー - 村松紗也子、古谷大輔、森田真好
- 制作 - テレビ東京、NAS、BN Pictures

## 主題歌
オープニングテーマ「FRONTIER DRIVE」
作詞 - 松井洋平 / 作曲 - 俊龍 / 編曲 - 増田武史 / 歌 - 大木貢祐
第26話までは終盤部分で本作品のキャラクターたちがダンスを踊っていたが、第27話からオープニング映像が和巳およびスピリット・アルティメットを登場させたものに変更された。
エンディングテーマ「FRIEND WIND」
作詞 - 松井洋平 / 作曲 - 俊龍 / 編曲 - 増田武史 / 歌 - 大木貢祐
最終話は劇中で一部インストゥルメンタル版と併用されエンディング曲とスタッフロールが流れた。

## 各話リスト
| 話数   | サブタイトル                     | 脚本                | 絵コンテ                | 演出       | 作画監督                    | 総作画監督        | 放送日        | バトスピ講座                                          |
| ------ | -------------------------------- | ------------------- | ----------------------- | ---------- | --------------------------- | ----------------- | ------------- | ----------------------------------------------------- |
| 第1話  | 勇者誕生！                       | 長谷川勝己          | 杉島邦久                | 馬引圭     | 稲吉智重                    | 湯本佳典          | 2016年 4月6日 | バトルスピリッツ                                      |
| 第2話  | あいつも勇者！？                 | 植竹須美男          | 田辺泰裕                | 町谷俊輔   | 吉岡佳広、前田義宏 加藤洋人 | 湯本佳典          | 4月13日       | スピリット                                            |
| 第3話  | 強烈！異魔神ブレイヴ！           | 山田靖智            | 工藤寛顕                | 工藤寛顕   | 西島加奈、加藤洋人          | 湯本佳典          | 4月20日       | 十二神皇Xレア                                         |
| 第4話  | 冒険のはじまり！                 | 玉井☆豪             | 吉田泰三 田辺泰裕       | 佐々木真哉 | 関崎高明                    | 湯本佳典          | 4月27日       | ブレイヴ                                              |
| 第5話  | メイの決意！                     | 長谷川勝己          | 田辺泰裕 まついひとゆき | 山口ひかる | 石田智子                    | -                 | 5月4日        | マジック                                              |
| 第6話  | 激突！十二神皇！                 | 長谷川勝己          | 中島大輔                | 高林久弥   | 稲吉朝子                    | -                 | 5月11日       | 属性                                                  |
| 第7話  | 仕組まれた罠！                   | 萬代耕士            | 杉島邦久 齋藤昭裕       | 工藤寛顕   | 小島えり、兒玉ひかる        | 湯本佳典          | 5月18日       | 未の十二神皇 グロリアス･シープ                        |
| 第8話  | 発見！ソウルスポット！           | 植竹須美男          | 馬引圭                  | 馬引圭     | 鈴木幸江                    | -                 | 5月25日       | 酉の十二神皇 ゲイル・フェニックス                     |
| 第9話  | 風の異魔神！                     | 植竹須美男          | 田辺泰裕 まついひとゆき | 宮原秀二   | 加藤洋人、前田義宏          | 湯本佳典          | 6月1日        | 風魔神                                                |
| 第10話 | バトスピ市場にいらっしゃい       | 山田靖智            | 中島大輔                | 星野真     | 田内亜矢子                  | 湯本佳典          | 6月8日        | 午の十二神皇 エグゼシード                             |
| 第11話 | 峠の決闘！                       | 山田靖智            | 町谷俊輔 まついひとゆき | 町谷俊輔   | 石川てつや                  | -                 | 6月15日       | 炎魔神                                                |
| 第12話 | 挑戦！ガイオーの壁！             | 玉井☆豪             | 榎本守 工藤寛顕         | 榎本守     | 稲吉智重                    | -                 | 6月22日       | バースト                                              |
| 第13話 | 突進！青の十二神皇！             | 植竹須美男          | 田辺泰裕 齋藤昭裕       | 山口ひかる | 西島加奈、吉岡佳広          | -                 | 6月29日       | 亥の十二神皇 カラミティ・ボア                         |
| 第14話 | 邪神皇の鼓動                     | 長谷川勝己          | 中島大輔                | 佐々木真哉 | 関崎高明                    | 鈴木幸江          | 7月6日        | ネクサス                                              |
| 第15話 | 炎魔神VS天魔神！                 | 玉井☆豪             | 馬引圭                  | 馬引圭     | 石田智子                    | 湯本佳典          | 7月13日       | 天魔神                                                |
| 第16話 | 戦慄のウロヴォリアス！           | 玉井☆豪             | 宮崎修治                | 宮崎修治   | 湯本佳典                    | -                 | 7月20日       | 辰の十二神皇 ウロヴォリアス                           |
| 第17話 | 異世界からの牙                   | 山田靖智            | 中島大輔                | 中島大輔   | 鈴木幸江                    | -                 | 7月27日       | バースト発動条件                                      |
| 第18話 | 宿命の対決！                     | 山田靖智 長谷川勝己 | 田辺泰裕                | 宮原秀二   | 稲吉朝子                    | -                 | 8月3日        | 庚天獣 レディアント・ペガス                           |
| 第19話 | ヨクの翼                         | 植竹須美男          | 高林久弥                | 高林久弥   | 前田義宏、加藤洋人          | 湯本佳典          | 8月10日       | 丁騎士 ウェッジテイル                                 |
| 第20話 | 勇者の試練                       | 植竹須美男          | 藤原良二                | 松林唯人   | 矢吹智美                    | 鈴木幸江          | 8月17日       | デッキ破壊                                            |
| 第21話 | 砲撃！リボル・ティーガ！         | 玉井☆豪             | 町谷俊輔                | 榎本守     | 石川てつや                  | -                 | 8月24日       | 寅の十二神皇 リボル・ティーガ                         |
| 第22話 | 海辺の決闘！                     | 長谷川勝己          | 馬引圭                  | 馬引圭     | 西島加奈、吉岡佳広          | -                 | 8月31日       | 寅の十二神皇 リボル・ティーガ                         |
| 第23話 | 守りし者                         | 植竹須美男          | 山口ひかる              | 山口ひかる | 石田智子                    | -                 | 9月7日        | フラッシュタイミング                                  |
| 第24話 | 勇者の末裔                       | 山田靖智 長谷川勝己 | 田辺泰裕 町谷俊輔       | 星野真     | 田内亜矢子                  | 湯本佳典          | 9月14日       | アクセル                                              |
| 第25話 | 出現！海魔神！                   | 玉井☆豪             | 宮崎修治                | 宮崎修治   | 稲吉智重                    | -                 | 9月21日       | 海魔神                                                |
| 第26話 | 神皇大決戦！                     | 長谷川勝己          | 中島大輔                | 中島大輔   | 鈴木幸江                    | -                 | 9月28日       | 申の十二神皇 ハヌマーリン                             |
| 第27話 | 新たなる力ミストラル・ビット！   | 植竹須美男          | 藤原良二                | 佐々木貴哉 | 関崎高明                    | -                 | 10月5日       | 風魔神                                                |
| 第28話 | 不思議な試練                     | 植竹須美男          | 馬引圭                  | 馬引圭     | 湯本佳典                    | -                 | 10月12日      | 兎の十二神皇 ミストラル・ビット 《神速封印》          |
| 第29話 | サンドラットの涙                 | 山田靖智 長谷川勝己 | 榎本守 藤原良二         | 榎本守     | 石川てつや                  | -                 | 10月19日      | 兎の十二神皇 ミストラル・ビット 【跳躍】              |
| 第30話 | 電光石火！子の十二神皇！         | 長谷川勝己          | 外川慶                  | 山口ひかる | 西島加奈                    | -                 | 10月26日      | 子の十二神皇 マウチュー                               |
| 第31話 | 究極の牙                         | 玉井☆豪             | 杉島邦久 カトウヒロト   | 町谷俊輔   | 稲吉朝子                    | -                 | 11月2日       | アルティメット                                        |
| 第32話 | 獄炎のブラム・ザンド！           | 植竹須美男          | 星野真                  | 星野真     | 田内亜矢子                  | 鈴木幸江          | 11月9日       | 獄炎の四魔卿 ブラム・ザンド                           |
| 第33話 | 倒せ！異魔神軍団！               | 山田靖智 長谷川勝己 | 宮崎修治                | 宮崎修治   | 石田智子                    | -                 | 11月16日      | ブレイヴ                                              |
| 第34話 | 白き要塞アバランシュ・バイソン！ | 長谷川勝己          | 中島大輔                | 中島大輔   | 鈴木幸江                    | 湯本佳典          | 11月23日      | 丑の十二神皇 アバランシュ・バイソン                   |
| 第35話 | 目覚めし勇者の魂                 | 玉井☆豪             | 藤原良二                | サトウ光敏 | 吉岡佳広、福井麻記          | -                 | 11月30日      | ドリームリベンジ                                      |
| 第36話 | 男の意地                         | 鈴木雅詞            | 馬引圭                  | 馬引圭     | 加藤洋人                    | -                 | 12月7日       | メロフーリン                                          |
| 第37話 | 炸裂！ダブルドライブ！           | 長谷川勝己          | カトウヒロト            | 河原龍太   | 井村学                      | -                 | 12月14日      | 超・炎魔神                                            |
| 第38話 | 対決！ヨクVSタツミ               | 植竹須美男          | 齋藤昭裕 外川慶         | 榎本守     | 西島加奈、鈴木幸江          | 湯本佳典          | 12月21日      | 超・風魔神                                            |
| 第39話 | アルティメット襲来               | 長谷川勝己          | 町谷俊輔                | 高橋順     | 稲吉智重、前田義宏          | 湯本佳典          | 2017年 1月4日 | 龍魔皇イビルフリード                                  |
| 第40話 | 獄風のヴァンディール！           | 植竹須美男          | 宮崎修治                | 宮崎修治   | 湯本佳典                    | -                 | 1月11日       | 獄風の四魔卿 ヴァンディール                           |
| 第41話 | 青い咆哮グリードッグ！           | 鈴木雅詞            | 星野真                  | 星野真     | 田内亜矢子                  | 鈴木幸江          | 1月18日       | 戌の十二神皇 グリードッグ ミストラル・ビット 【強奪】 |
| 第42話 | 最後の十二神皇！                 | 玉井☆豪             | 佐々木真哉              | 佐々木真哉 | 関崎高明                    | 湯本佳典 鈴木幸江 | 1月25日       | 辰の十二神皇 ウロヴォリアス                           |
| 第43話 | 邪神皇、復活                     | 長谷川勝己          | 中島大輔                | 中島大輔   | 石田智子                    | 鈴木幸江          | 2月1日        | 巳の十二神皇 ティアマドー                             |
| 第44話 | 奪還！十二神皇！                 | 植竹須美男          | 馬引圭                  | 馬引圭     | 吉岡佳広                    | 湯本佳典          | 2月8日        | 異魔神ブレイヴ 翼魔神                                 |
| 第45話 | 反撃の狼煙！                     | 長谷川勝己          | サトウ光敏              | サトウ光敏 | 鈴木幸江                    | 鈴木幸江          | 2月15日       | 戌の十二神皇 グリードッグ Lv3効果                     |
| 第46話 | その名はフォーミュラー！         | 山田靖智            | カトウヒロト 齋藤昭裕   | 榎本守     | 西島加奈                    | 湯本佳典          | 2月22日       | 超・十二神皇 エグゼシードF                            |
| 第47話 | 新たな翼！                       | 玉井☆豪             | 町谷俊輔                | 町谷俊輔   | 加藤洋人                    | -                 | 3月1日        | 超・十二神皇 ゲイル・フェニックスZ                    |
| 第48話 | タツミの覚悟                     | 植竹須美男          | 宮崎修治                | 宮崎修治   | 石川てつや                  | -                 | 3月8日        | 黒壬龍 オブシディアン・ドラゴン                       |
| 第49話 | 最後の決戦！                     | 長谷川勝己          | 杉島邦久                | 星野真     | 渡辺るりこ 田内亜矢子       | 鈴木幸江          | 3月15日       | ネクサス・情熱サーキット                              |
| 第50話 | 邪神皇デスピアズ！               | 長谷川勝己          | 中島大輔                | 中島大輔   | 石田智子                    | -                 | 3月22日       | アルティメット・ 邪神皇デスピアズ                     |
| 第51話 | 光の勇者たち                     | 長谷川勝己          | 杉島邦久                | 馬引圭     | 湯本佳典                    | -                 | 3月29日       | -                                                     |

## 放送局
| 放送期間                     | 放送時間           | 放送局         | 対象地域       | 備考   |
| ---------------------------- | ------------------ | -------------- | -------------- | ------ |
| 2016年4月6日 - 2017年3月29日 | 水曜 17:55 - 18:25 | テレビ東京     | 関東広域圏     |        |
|                              |                    | テレビ北海道   | 北海道         |        |
|                              |                    | テレビ愛知     | 愛知県         |        |
|                              |                    | テレビ大阪     | 大阪府         |        |
|                              |                    | テレビせとうち | 岡山県・香川県 |        |
|                              |                    | TVQ九州放送    | 福岡県         |        |
| 2016年4月13日 - 2017年4月5日 | 水曜 17:29 - 17:58 | BSジャパン     | 日本全域       | BS放送 |

| 配信期間                      | 配信時間           | 配信元                                                                | 備考                                                                               |
| ----------------------------- | ------------------ | --------------------------------------------------------------------- | ---------------------------------------------------------------------------------- |
| 2016年4月8日 - 2017年3月31日  | 金曜 12：00 配信   | ニコニコチャンネル                                                    | 『テレビ東京あにてれちゃんねる』内で配信。 第1話常設無料、第2話以降1週間無料後有料 |
|                               |                    | バトルスピリッツ公式                                                  | 第1話無料、第2話以降1週間無料                                                      |
|                               |                    | Google_Play                                                           | 第1話無料                                                                          |
| 2016年4月15日 - 2017年3月31日 | バンダイチャンネル | 第1話常設無料（Youtubeでも配信） 第2話以降1週間無料後は見放題会員限定 |                                                                                    |
|                               | GYAO!              | 第1話無料、第2話以降1週間無料 （配信元：バンダイチャンネル）          |                                                                                    |
|                               | auビデオパス       |                                                                       |                                                                                    |
|                               | U-NEXT             | 第1話無料、第2話以降1週間無料 （配信元：バンダイチャンネル）          |                                                                                    |
|                               | DMM.com            | （配信元：バンダイチャンネル）                                        |                                                                                    |
|                               | アクトビラ         | （配信元：バンダイチャンネル）                                        |                                                                                    |
|                               | Hulu               | （配信元：バンダイチャンネル）                                        | 2017年1月16日 -                                                                    |
| 土曜 12:00 更新               | TSUTAYA TV         | 第1話無料                                                             |                                                                                    |
|                               | J:COMオンデマンド  | 第1話無料（配信元：バンダイチャンネル）                               | 2017年8月26日 -                                                                    |
| 金曜 12：00更新               | RakutenShowtime    | 第1話無料、初回配信は12話分 （配信元：バンダイチャンネル）            |                                                                                    |

## 漫画版
漫画／一式まさと。原作／矢立肇。メインキャラクター原案／岩本直輝。

### バトルスピリッツ ダブルドライブ(漫画版)
最強ジャンプ2016年5・7・9・11月号及び2017年1・3月号掲載。単行本全1巻。
アニメ準拠でストーリーが描かれる。

### バトルスピリッツ ダブルドライブ―六大輝石編―
最強ジャンプ2017年5・7・9・11月号及び2018年1・3月号掲載。単行本全1巻。
単行本のまえがきにて、一式まさとは「アニメがないため手探りで描いた」と述べている。

#### 六大輝石編のあらすじ
スピリットの世界にてスピリットたちに力を与えていた輝石が「六輝衆」を名乗るスピリット達に奪われ、スピリット達は力を失いはじめた。
「六輝衆」が掲げる目的は「人間達からのスピリットの解放」。駿太達は輝石を取り戻すべく立ち向かう。

#### 六大輝石編の登場人物
石動 煌輝(いするぎ こうき)
有名進学校である光舞大学附属小学校5年生の少年。バトスピ初心者。行方不明になった親友を探しており、その親友がつぶやいていた「スピリッツワールド」という言葉について調べている時に駿太と知り合う。本人曰く「劣等生」だが、まっすぐな性格の持ち主。
光瑠 璃人(コウリュウ リヒト)/マスター
煌輝の親友。入学して間もない頃の煌輝と3年生の時に知り合った。バトルが強かったため、「マスター」というあだ名で呼ばれていた。
駿太達のことをスピリッツワールドを救った勇者達として憧れを抱いていた。その正体は人間ではなくスピリット。勇者に興味を持って人間世界を訪れて煌輝らと知り合いになるが、一方で弱いカードを粗雑に扱う身勝手な人間の存在に怒りを覚えてゆき、「人間からのスピリットの解放」という考えに至った。
璃人を止めようとする駿太とのバトルの中で、駿太を愛するコレオンの言葉を聞いたことで無理にスピリットと人間を引き離そうとする自分の考えもスピリットを苦しめていたと反省し、駿太達と和解。駿太達の築くスピリットと人間の未来を信じて、自身は故郷であるスピリットの世界に残りスピリット達を支えていく道を選んだ。
六輝衆(ろっきしゅう)
マスターの部下であるスピリット達。スピリッツワールドではない6つのスピリット達の世界に住んでいる。
煌獣王ブレイゾーマ(こうじゅうおう)
「午の十二神皇エグゼシード」が守り駿太に託した赤の輝石を奪うために駿太にバトルを挑むが、《煌臨》を手にした駿太に敗北。敗北後、煌輝に「バトスピは世界を壊すものではなく人とスピリットが力を合わせるもの」と言われ、駿太達の行く末を見定めるべく煌輝のカードとなった。
大海賊ジェットフィン・シャーク
海賊シャーク団船長。仲間を宝として大事に思っている。現実世界にゼリーのような大雨を降らせていた。駿太に赤の輝石をかけて挑むも敗北。自分の持っていた青の輝石を駿太に渡し、自らも駿太のカードとなった。
理由は不明ながら仲間が減っていき途方に暮れていたところをマスターに協力すれば仲間は戻ると言われて六輝衆の一員となっていた。
煌樹王エンシェントヴォルフ(こうじゅおう)
人間と敵対的なマスターの考え方に疑問を感じ、ヨクを幽閉して駿太に試練を与えたが、それを乗り越えて駿太とヨクが再会したことで人間の絆の強さを認めてヨクに緑の輝石を渡した。
秩序の砲術機トゥール・ビヨン(ちつじょのほうじゅつき)
バトスピショップ内に結界を張って待ち構え、不思議王国ホワイトナイトジャックと共に、ヨクと煌輝に挑むも敗北。白の輝石を渡し、4つの輝石の力でマスターの聖域への道を開いた。
紫骸旅団 黒竜サイファードラゴン(しがいりょだん こくりゅう)
六輝衆最凶のスピリット。ブレイゾーマもその存在しか知らず会ったことはなかった。
不思議王国ホワイトナイトジャック(ワンダーランド)
人間界にて「弱いカード」として置き忘られていた所をマスターに拾われ大切にされたことで、マスターに忠誠を誓う騎士。

### バトルスピリッツ ダブルドライブ―プロジェクトキマイラ編―
最強ジャンプ2018年5・7・9・11月号及び2019年1・3月号掲載。3年続いた漫画『ダブルドライブ』シリーズも同作品で終了した。
バトルスピリッツ10周年記念漫画という側面も有しており、作中には歴代主人公も登場する。

#### プロジェクトキマイラ編のあらすじ
駿太の周囲の人物全てから、「バトルスピリッツ」に関する記憶が無くなっていた。異常を感じた駿太は事態解決に向けて奔走する。

#### プロジェクトキマイラ編の登場人物
謎の男
帽子をかぶり眼鏡をつけた男。異常事態に対し、駿太とヨク達に助けを求めてきた。
その正体は「創界神(グランウォーカー)カオス」。歴戦の勇者達の記憶を元にゴッドスピリット「カオティック・キマイラガン」を造り上げ、最後の勇者である駿太達に挑む。
歴代の勇者達の使ったカードからなるデッキを扱い、「創界神カオス」と「カオティック・キマイラガン」を切り札とする。
歴戦の勇者
世界を超えたバトルスピリッツの勇者達。敗北し、装置「レジェンディバイス」内で眠らされている。
彼らの姿と記憶を元に生み出されたエージェント達が、勇者の記憶を奪うために駿太とヨクに挑んでくる。
馬神 弾(ばしん ダン)
異界王の侵攻から異界グラン・ロロと地球を守った英雄。
烈火 幸村(れっか ゆきむら)
バトスピ戦国チャンピオンシップ優勝者。
一番星のレイ
宇宙を駆け究極のバトスピを手にしたカードクエスター。
ツルギ・タテワキ
赤のソードアイズ。
陽昇 ハジメ
世界のバトラー達と友情を築いた。
馬神 トッパ
ウチュウチョウテン王に勝利した輝石のカードバトラー。

#### プロジェクトキマイラ編の用語
レジェンディバイス
記憶集積装置。人々からバトスピの記憶を失わせていた原因。装置内部では、あらゆる世界から転送されたバトスピの勇者達が眠らされている。
この装置は勇者達の切り札からは力を奪って弱体化させる効力を持ち、それによって弱体化した勇者達にエージェントは勝利し眠らせることに成功してきた。